# 하남시 을
하남시 을은 대한민국의 국회의원 선거구이다. 경기도 하남시의 일부 지역을 관할한다. 현직 국회의원은 더불어민주당의 김용만이다.

## 역사
제22대 국회의원 선거를 앞두고 하남시 선거구가 갑, 을로 분구되면서 신설되었다.

## 관할 구역
| 대수  | 관할 구역                                 |
| ----- | ----------------------------------------- |
| 22대~ | 하남시 덕풍3동, 미사1동, 미사2동, 미사3동 |

## 역대 국회의원
| 선거   | 정당 | 정당         | 의원   |
| ------ | ---- | ------------ | ------ |
| 2024년 |      | 더불어민주당 | 김용만 |

## 역대 선거 결과

### 대한민국 제22대 국회의원 선거
|  | 51.65% |

|  | 43.70% |

|  | 4.63% |

## 같이 보기
- 하남시의 국회의원